# Homer (Louisiana)
Homer város az USA Louisiana államában, Claiborne megyében, melynek megyeszékhelye is. Lakosainak száma 2747 fő (2020. április 1.).

## Népesség
A település népességének változása:
| Lakosok száma | 3237 | 2834 | 2747 |
|               | 2010 | 2019 | 2020 |